# Bythaelurus incanus
Bythaelurus incanus är en hajart som beskrevs av Last och Stevens 2008. Bythaelurus incanus ingår i släktet Bythaelurus och familjen rödhajar. IUCN kategoriserar arten globalt som otillräckligt studerad. Inga underarter finns listade.